# Stadio Raymond Kopa
Lo stadio Raymond Kopa (in francese Stade Raymond-Kopa) è un impianto sportivo di Angers, in Francia.
Il nome attuale è del 2017 in omaggio al calciatore francese Raymond Kopa; in precedenza (1968-2017) fu intitolato a Jean Bouin.
L'impianto è il campo interno dell'Angers, militante in Ligue 2.
La sua capacità è di 17 100 posti a sedere.

## Storia
Questo forum è stato aperto nel 1912 con il nome di  stadio Bessonneau dal suo creatore Julien Bessonneau. È stato rinnovato nel 1925. Divenne lo  Stade Municipal nel 1957 è stato recentemente ristrutturato e la pista di atletica che circondava il campo  è distrutta. 
Pertanto, lo stadio viene rinominato  Jean Bouin, in onore dell'atleta francese, e quindi in grado di ospitare oltre 21.000 spettatori. Nel 1993, lo stadio è stato completamente riabilitato al fine di convalidare le norme per la Ligue 1 grazie alla costruzione della piattaforma Colombier, più una serie di nuovi stand del modello dello Stade Vélodrome di Marsiglia. Ma a causa di restrizioni legate alla sicurezza, la capacità dello stadio è limitata a 17.000 posti a sedere dalla fine degli anni 1990.